# Megdijn Chojlogdordż
Megdijn Chojlogdordż (mong. Мэгдийн Хойлогдорж; ur. 7 maja 1948 w somonie Bogd) – mongolski zapaśnik walczący w stylu wolnym. Dwukrotny olimpijczyk. Zajął szóste miejsce w Montrealu 1976 i odpadł w eliminacjach w Monachium 1972. Startował w wadze koguciej (57 kg). Zdobył srebrny medal mistrzostw świata w 1973 i brązowy w 1971. Czwarty w 1977 i piąty w 1975 roku.
- Turniej w Monachium 1972.

Przegrał z Irańczykiem Ramezanem Chederem i zawodnikiem radzieckim Iwanem Kuleszowem. Wygrał z Meksykaninem Moisésem Lópezem i Węgrem László Klingą.
- Turniej w Montreal 1976.

Przegrał pierwszą walkę z zawodnikiem NRD Hanse-Dieterem Brüchertem. Następne walki wygrał, kolejno z zawodnikiem radzieckim i późniejszym złotym medalistą Władimirem Juminem, Węgrem László Klingą i Jorge Ramosem z Kuby. W finałowej rundzie uległ Japończykowi Masao Araiowi.